# بشارة مرهج
بشارة مرهج نائب سابق وسياسي لبناني ذو ميول قومية عربية. نشأ في قرية ضهور الشوير في جبل لبنان. يعرف بمواقفه المؤيدة للمقاومة والقضايا العربية والمعادية للاستعمار.

## مؤلفاته
- كتاب «صفاء الخاطر». ترجم فيه لحوالي 70 شخصية من رجال ونساء منهم سياسيون ورؤساء جمهورية ورؤساء حكومة وزعماء وقادة ثورة ونضال، إلى رجال أدب وفن وشعر وفكر ورجال دين ولغويين وأصدقاء.